# マローヤ郡
マローヤ郡（マローヤぐん、ドイツ語: Bezirk Maloja、イタリア語: Distretto di Maloggia、ロマンシュ語：District da Malögia）は、スイスグラウビュンデン州にかつて存在した郡。
行政区分再編に伴い、ほぼそのままマローヤ地区（ドイツ語: Region Maloja、イタリア語: Regione Maloja、ロマンシュ語：Regiun Malögia）に引き継がれ消滅した。
面積973.28km2、人口18,586人（2009年12月31日現在）。
3言語を公用語とする地域である。すなわち、ドイツ語・イタリア語・ロマンシュ語である。
郡は2つのクライス（Kreis、地方）と16の基礎自治体（ポリティッシェ・ゲマインデ）から構成される。
| ブレガリア（Bregaglia） | 1,613 | 251.45 |

| ベーヴァー（Bever）                 | 648   | 45.65  |
| ツェレリーナ（Celerina/Schlarigna） | 1,488 | 24.03  |
| ラプント（La Punt-Chamues-ch）      | 719   | 63.22  |
| マドゥライン（Madulain）            | 202   | 16.35  |
| ポントレジーナ（Pontresina）        | 2,004 | 118.24 |
| サンモリッツ（St. Moritz）          | 5,175 | 28.69  |
| サメーダン（Samedan）               | 2,976 | 113.97 |
| シャンフ（S-chanf）                 | 682   | 137.90 |
| シルス（Sils im Engadin/Segl）      | 754   | 63.54  |
| シルヴァプラーナ（Silvaplana）      | 1,002 | 44.71  |
| ツォーツ（Zuoz）                    | 1,323 | 65.62  |

## 言語
グラウビュンデン州の3つの公用語である、ドイツ語・イタリア語・ロマンシュ語のすべての言語が郡内で使用されている。ブレガリアを除き、この地域はロマンシュ語が優勢であった。今日、ロマンシュ語はマローヤ郡の公用語としては、話者数が最小の言語である。
| マローヤ郡の言語 |                |                |
| 言語             | 2000年国勢調査 | 2000年国勢調査 |
| 言語             | 実数           | パーセント     |
| ドイツ語         | 10,474人       | 55.7 %         |
| ロマンシュ語     | 2,312人        | 12.3 %         |
| イタリア語       | 4,004人        | 21.3 %         |
| 総人口           | 18,813人       | 100 %          |